# Pterodroma phaeopygia
Pterodroma phaeopygia е вид птица от семейство Procellariidae. Видът е критично застрашен от изчезване.

## Разпространение
Видът е разпространен в Еквадор, Колумбия, Коста Рика, Мексико, Никарагуа и Перу.